# Liste des parcs naturels de Pologne
La Pologne ne compte pas moins de 122 parcs naturels (ou parcs paysagers) (en polonais : Parki krajobrazowe), étendus sur près de 25 000 km2.

## Liste
La liste suivante les regroupe par voïvodie :

### Basse-Silésie
| Logo | Dénomination                                                                   | Date de création | Superficie (km²) | Photo |
| ---- | ------------------------------------------------------------------------------ | ---------------- | ---------------- | ----- |
|      | Parc naturel de la vallée de la Barycz Park Krajobrazowy Dolina Baryczy        | 1996             | 700,40           |       |
|      | Parc naturel de la vallée du Bóbr Park Krajobrazowy Doliny Bobru               | 1989             | 122,95           |       |
|      | Parc naturel de la vallée de la Bystrzyca Park Krajobrazowy Dolina Bystrzycy   | 1998             | 85,70            |       |
|      | Parc naturel de Chełmy Park Krajobrazowy Chełmy                                | 1992             | 159,90           |       |
|      | Parc naturel de la vallée de la Jezierzyca Park Krajobrazowy Dolina Jezierzycy | 1994             | 79,53            |       |
|      | Park naturel de Książ Książański Park Krajobrazowy                             | 1981             | 31,55            |       |
|      | Parc naturel des monts Sowie Park Krajobrazowy Gór Sowich                      | 1991             | 81,40            |       |
|      | Parc naturel de Przemków Przemkowski Park Krajobrazowy                         | 1997             | 223,40           |       |
|      | Parc naturel de Rudawy Rudawski Park Krajobrazowy                              | 1989             | 157,05           |       |
|      | Parc naturel du mont Ślęża Ślężański Park Krajobrazowy                         | 1988             | 81,90            |       |
|      | Parc naturel des monts Śnieżnik Śnieżnicki Park Krajobrazowy                   | 1981             | 288              |       |
|      | Parc naturel des Sudètes de Wałbrzych Park Krajobrazowy Sudetów Wałbrzyskich   | 1998             | 64,93            |       |

### Basses-Carpates
| Logo | Dénomination                                                                    | Date de création | Superficie (km²) | Photo |
| ---- | ------------------------------------------------------------------------------- | ---------------- | ---------------- | ----- |
|      | Parc naturel de Cisna-Wetlina Ciśniańsko-Wetliński Park Krajobrazowy            | 1992             | 510,14           |       |
|      | Parc naturel de Czarnorzeki-Strzyżów Czarnorzecko-Strzyżowski Park Krajobrazowy | 1993             | 257,84           |       |
|      | Parc naturel de la forêt de Janów Park Krajobrazowy Lasy Janowskie              | 1984             | 391,5            |       |
|      | Parc naturel de Jaśliska Jaśliski Park Krajobrazowy                             | 1992             | 299,11           |       |
|      | Parc naturel de Pasmo Brzanki Park Krajobrazowy Pasma Brzanki                   | 1995             | 152,8            |       |
|      | Parc naturel des contreforts de Przemyśl Park Krajobrazowy Pogórza Przemyskiego | 1991             | 618,62           |       |
|      | Parc naturel de la forêt de Puszcza Solska Park Krajobrazowy Puszczy Solskiej   | 1988             | 289,78           |       |
|      | Parc naturel de la vallée du San Park Krajobrazowy Doliny Sanu                  | 1992             | 342,70           |       |
|      | Parc naturel des monts Słonne Park Krajobrazowy Gór Słonnych                    | 1992             | 513,92           |       |
|      | Parc naturel des Roztocze du sud Południoworoztoczański Park Krajobrazowy       | 1989             | 20,25            |       |

### Grande-Pologne
| Logo | Dénomination                                                                           | Date de création | Superficie (km²) | Photo |
| ---- | -------------------------------------------------------------------------------------- | ---------------- | ---------------- | ----- |
|      | Parc naturel de la vallée de la Barycz Park Krajobrazowy Dolina Baryczy                | 1996             | 700,40           |       |
|      | Parc naturel du général Chłapowski Park Krajobrazowy im. gen. Dezyderego Chłapowskiego | 1992             | 172              |       |
|      | Parc naturel du lac Lednica Lednicki Park Krajobrazowy                                 | 1988             | 76,52            |       |
|      | Parc naturel de Powidz Powidzki Park Krajobrazowy                                      | 1998             | 246              |       |
|      | Parc naturel de Promno Park Krajobrazowy Promno                                        | 1993             | 20,77            |       |
|      | Parc naturel de Przemęt Przemęcki Park Krajobrazowy                                    | 1991             | 214,5            |       |
|      | Parc naturel de Pszczew Pszczewski Park Krajobrazowy                                   | 1986             | 122,2            |       |
|      | Parc naturel de Rogalin Rogaliński Park Krajobrazowy                                   | 1998             | 246              |       |
|      | Parc naturel de Sieraków Sierakowski Park Krajobrazowy                                 | 1991             | 304,13           |       |
|      | Parc naturel de la Warta Nadwarciański Park Krajobrazowy                               | 1995             | 134,28           |       |
|      | Parc naturel de la forêt de Zielonka Park Krajobrazowy Puszcza Zielonka                | 1993             | 99,81            |       |
|      | Parc naturel de Żerków-Czeszewo Żerkowsko-Czeszewski Park Krajobrazowy                 | 1994             | 156,40           |       |

### Varmie-Mazurie
| Logo | Dénomination                                                               | Date de création | Superficie (km²) | Photo |
| ---- | -------------------------------------------------------------------------- | ---------------- | ---------------- | ----- |
|      | Parc naturel de Brodnicka Brodnicki Park Krajobrazowy                      | 1985             | 166,85           |       |
|      | Parc naturel de Górzno-Lidzbark Górznieńsko-Lidzbarski Park Krajobrazowy   | 1990             | 277,64           |       |
|      | Parc naturel de Mazurie Mazurski Park Krajobrazowy                         | 1977             | 536,55           |       |
|      | Parc naturel du lac d'Iława Park Krajobrazowy Pojezierza Iławskiego        | 1993             | 250.45           |       |
|      | Parc naturel de la forêt de Romincka Park Krajobrazowy Puszczy Rominckiej  | 1986             | 146.2            |       |
|      | Parc naturel de Wzgórz Dylewska Park Krajobrazowy Wzgórz Dylewskich        | 1194             | 74.84            |       |
|      | Parc naturel de la région d'Elbląg Park Krajobrazowy Wysoczyzny Elbląskiej | 1985             | 134.6            |       |
|      | Parc naturel de Wel Welski Park Krajobrazowy                               | 1995             | 242.37           |       |

## Voir Aussi
- Aires protégées de Pologne
- Liste des parcs nationaux de Pologne